# Tetanocera chosenica
Tetanocera chosenica är en tvåvingeart som beskrevs av Steyskal 1951. Tetanocera chosenica ingår i släktet Tetanocera och familjen kärrflugor. Inga underarter finns listade i Catalogue of Life.